# Casa de las Américas
La Casa de las Américas és una institució cultural amb la seva seu radicada a la ciutat de l'Havana (Cuba).

## Orígens
La institució fou fundada a la ciutat de l'Havana el 28 d'abril de l'any 1959 (Llei Nº 229), poc després de la Revolució cubana, i és una institució depenent del Ministeri de Cultura de Cuba.
La seva tasca principal és desenvolupar i ampliar les relacions culturals entre els pobles de Llatinoamèrica i el Carib així com la seva difusió a Cuba i la resta d'Amèrica. Per a això busca estimular la producció i la investigació cultural. A més de difondre el material artístic i literari d'Amèrica i el Carib mitjançant activitats de promoció, concerts, concursos, exhibicions, festivals o seminaris, realitza una important tasca de difusió i col·laboració científica i cultural.
L'any 2004 fou guardonada, juntament amb la libanesa Nadia Al-Jurdi Nouaihed, amb el Premi Internacional Simón Bolívar, concedit per la UNESCO i el govern de Veneçuela.
Direcció
- 1959-1980: Haydée Santamaría
- 1980-1986: Mariano Rodríguez
- 1986-actualitat: Roberto Fernández Retamar

## Publicacions i premis
Publica les revistes Casa de las Américas (1960); Conjunto, dedicada al teatre llatinoamericà (1964); Boletín música (1970-1990 i novament des de 1995); i Anales del Caribe (1981) amb textos en castellà, anglès i francès.
Aquesta institució atorga des de la seva creació, i de forma anual, el Premi Literari Casa de las Américas. Anomenat originalment l'any 1960 Concurso Literario Hispanoamericano ("Concurs Literari Hispanoamericà"), el 1964 adquirí el nom de Concurso Literario Latinoamericano ("Concurs Literari Llatinoamericà") i des de 1965 rep el nom actual. Les principals categories del premi són poesia, conte, novel·la, teatre i assaig, posteriorment s'hi afegí testimoniatge (1970), literatura per a nens i joves (1975), literatura caribenya d'expressió anglesa (1975), literatura caribenya francòfona (1979), literatura brasilera (1980) i literatura indígena (1994).
Així mateix la Casa de las Américas també concedeix diversos premis més: des de 1966 el Premio El Gallo de la Habana ("Premi El Gall de L'Habana") a la producció teatral; des de 1979 el Premio de Musicología ("Premi de Musicologia"); des de 1981 el Premio de Ensayo Fotográfico ("Premi d'Assaig Fotogràfic"), i des de 1987 el Premio La Joven Estampa al millor gravat.